# Isogona acuna
Isogona acuna là một loài bướm đêm trong họ Erebidae.